# Henrik Benzelius

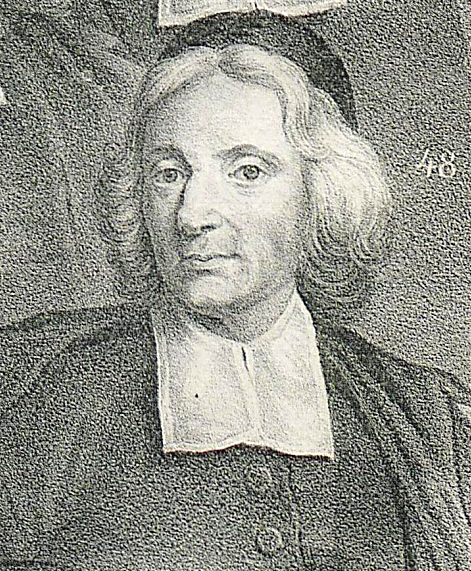
Henrik Benzelius

Henrik Benzelius, manchmal auch Henric Benzelius (* 7. August 1689 in Strängnäs; † 20. Mai 1758 in Uppsala) war ein schwedischer lutherischer Theologe und Erzbischof von Uppsala.

## Familie
Henrik Benzelius gehört zur bedeutenden Theologenfamilie Benzelius. Sein Vater Erik Benzelius der Ältere war Bischof in Strängnäs und später Erzbischof, seine Mutter Margaretha Odhelia (1653–1693) war eine Enkelin des Erzbischofs Petrus Kenicius. Von deren Kindern wurden drei Söhne mit dem Namen Benzelstierna geadelt und hatten hohe weltliche Ämter inne, während Henrik als Nachfolger seiner Brüder Erik und Jakob Erzbischof wurde.
Benzelius war seit 1725 mit Emerentia Rudenschöld (1708–1770) verheiratet, der Tochter des Bischofs Torsten Rudeen (1661–1729).

## Leben
Nach dem Studium an der Universität Uppsala unternahm Benzelius von 1712 bis 1718 eine ausgedehnte Studienreise durch Osteuropa und den Nahen Osten. Im Feldlager des schwedischen Königs Karl XII. in Bender im heutigen Moldawien wurde er beim Handgemenge von Bender 1713 gefangen genommen und folgte dem König nach Schloss Demotika und weiter nach Timurtasch bei Adrianopel. Auf dessen Aufforderung verbrachte er ab April 1714 15 Monate in Konstantinopel zum Studium der orientalischen Sprachen und reiste dann über Kleinasien, Zypern, Syrien und Palästina bis nach Ägypten. Über Livorno kam er im September 1716 nach Paris, wo er sich zu weiteren Studienzwecken eineinhalb Jahre aufhielt. Die Rückreise führte ihn über Altdorf, wo er unter Johann Wilhelm Baier 1718 eine Disputation verteidigte, sowie Leiden und Utrecht nach Göteborg.
1719 wurde Benzelius Praepositus an der Universität Lund und stieg im folgenden Jahr zum außerordentlichen Professor auf. 1728 wurde er Professor der orientalischen Sprachen. 1732 erhielt er die Beförderung zum Professor der Theologie und wurde 1733 zum Dr. theol. promoviert. 1734 amtierte er als Rektor der Universität. Als Bischof von Lund (1740–1747) wurde er Mitglied des Reichstags und wirkte bis zu seinem Tod als Unterstützer der „Hutpartei“. 1751/52 und 1755/56 war er Sprecher des Pfarrerstandes auf dem Reichstag. Bemerkenswert ist ferner sein Einsatz gegen den Pietismus.
Nach dem Tod seines Bruders Jakob wurde Benzelius im September 1747 zum Erzbischof von Uppsala ernannt und amtierte bis zu seinem Tode als höchster Würdenträger der Schwedischen Kirche. 1746 wurde er in die Königlich Schwedische Akademie der Wissenschaften aufgenommen.

## Schriften (Auswahl)
- De peregrinationibus religiosis exercitatio (1724)
- Dissertatio theologica gradualis de Sectis Ecclesiae Orientalis nostri temporis (1733)
- Epitome repetitionis theologicæ (1734)
- Repetitio theologica (1735)
- Syntagma dissertationum in academia Lundensi habitarum. Frankfurt & Leipzig 1745